# Comté Baw Baw

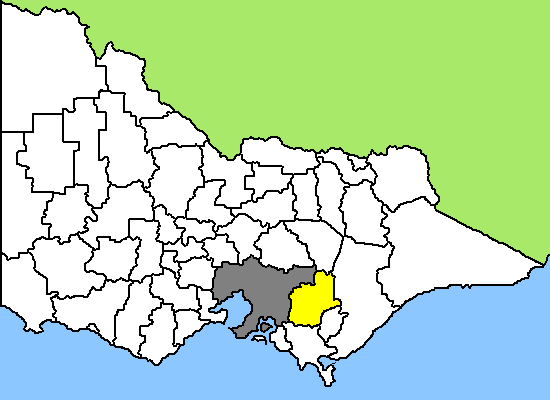
Localisation du comté Baw Baw.

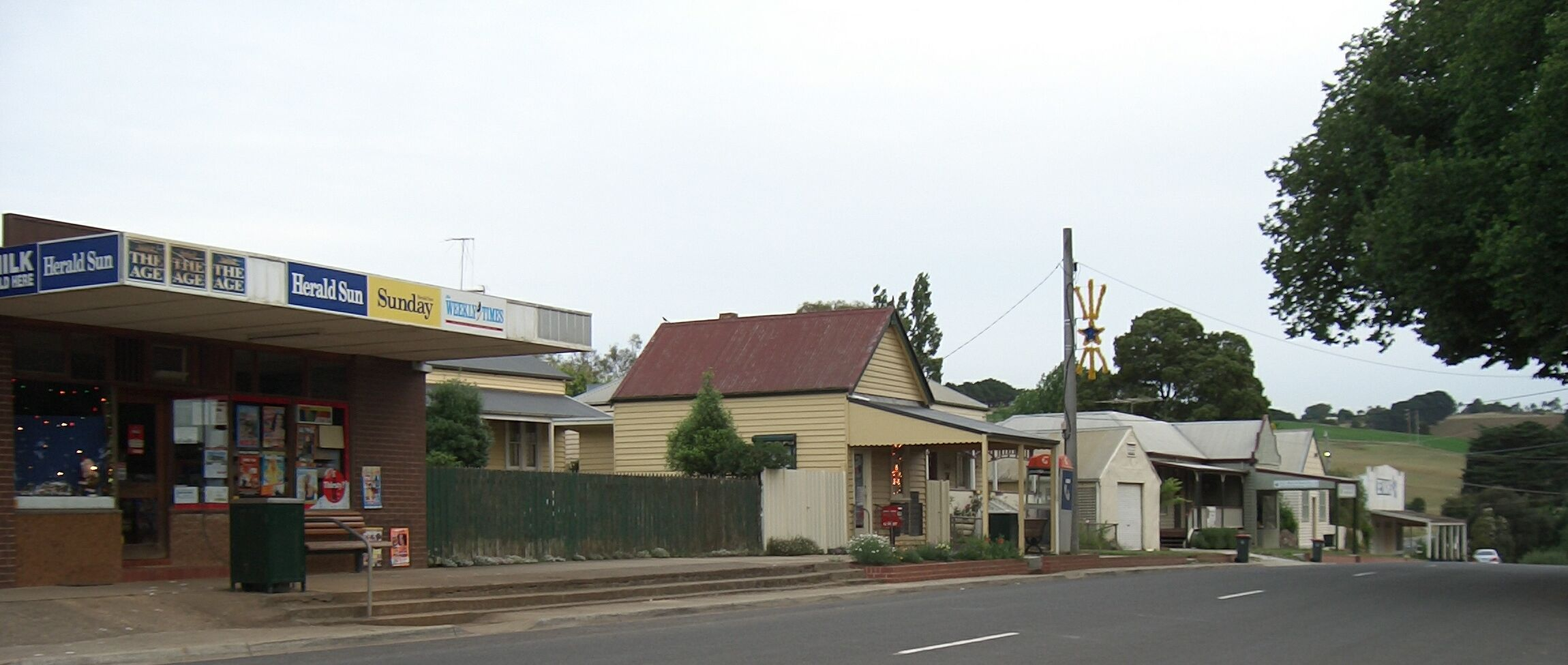
Thorpdale, ville du comté de Baw Baw.

Le comté Baw Baw (Shire of Baw Baw) est une zone d'administration locale à 100 km de Melbourne dans l'ouest du Gippsland au Victoria en Australie. Il doit son nom à son point culminant, le mont Baw Baw.
Il résulte de la fusion en 1994 des comtés Buln Buln et de Narracan, du bourg de Warragul et d'une partie du comté du Haut Yarra. Il est traversé par la Princes Highway et la Gippsland Railway
Le comté comprend les villes de Warragul, Longwarry, Drouin, Darnum, Yarragon, Trafalgar, Rawson, Labertouche, Thorpdale et Myrtleford.
La station de ski du mont Baw Baw n'est pas administrée par ce comté ; elle constitue une zone non incorporée de l'État de Victoria.